# Missing You (série de televisão)
Missing You (hangul: 보고싶다; rr: Bogosipda, também conhecido como I Miss You) é uma série de televisão sul-coreana exibida pela MBC TV de 7 de novembro de 2012 a 17 de janeiro de 2013, com um total de 21 episódios. É estrelada por Yoon Eun-hye, Park Yoochun e Yoo Seung-ho. Seu enredo refere-se a dois estudantes, que foram separados por uma tragédia, que continua a pesar sobre eles mesmo já adultos.  

## Enredo
Lee Soo-yeon (Kim So-hyun) é uma garota de quinze anos de idade e uma vítima de bullying na escola, porque seu pai foi um assassino. Através de uma série de eventos, ela conhece Han Jung-woo (Yeo Jin-goo), filho de um chaebol e gangster. Jung-woo protege Soo-yeon desses estudantes e logo eles se tornam amigos e se apaixonam. Um dia, Jung-woo acaba sendo sequestrado e Soo-yeon, que testemunhou o ocorrido, tenta ajudar, mas acaba sendo levada também. Jung-woo é resgatado por seu pai, mas ele é incapaz de retornar para ajudar Soo-yeon, que se presume estar morta. O pai de Jung-woo, querendo encobrir o incidente, suborna os sequestradores e a polícia para fingir a morte de Soo-yeon. 
Catorze anos depois, Jung-woo (Park Yoochun) é agora um detetive de homicídios que decide encontrar Soo-yeon, acreditando que ela não está morta. Soo-yeon (Yoon Eun-hye) é agora conhecida como Zoey Lou, uma estilista novata que parece ter uma personalidade brilhante, mas que ainda carrega as cicatrizes emocionais de seu passado dentro dela. O destino leva à reunião dos dois, mas Zoey é implacável com Jung-woo por abandoná-la durante o sequestro. 

## Elenco

### Principal
- Park Yoochun como Han Jung-woo[1][2][3]
  - Yeo Jin-goo como Jung-woo jovem

Nascido em uma família rica, ele tem uma madrasta que não se importa com ele. Em seu retorno dos Estados Unidos à Coreia, ele conhece Lee Soo-yeon e faz amizade com ela, que se torna sua única amiga na escola. Após Jung-woo sofrer um sequestro, ele é separado dela, porque seu pai se recusa a retornar ao local para salvar-la. Catorze anos depois, Jung-woo, que agora é um detetive, encontra Zoey Lou, que é notavelmente semelhante a Soo-yeon. Ele decide se aproximar dela, pois está convencido de que ela é Soo-yeon, mas acaba cruzando seu caminho com Harry Borrison, o namorado atual de Zoey.
- Yoon Eun-hye como Lee Soo-yeon/Zoe Lou[4][5][6]
  - Kim So-hyun como Soo-yeon jovem

Lee Soo-yeon é uma garota pobre que tem um pai abusivo que se tornar um assassino, por causa disso, as pessoas a desprezam e a intimidam. Quando ela conhece Han Jung-woo, fica surpresa e apaixonada por ele querer ser amigo dela. Quando Jung-woo é sequestrado ela tenta salvá-lo em vão. O pai dele finge a morte dela que acaba sendo resgatada por outra pessoa. Catorze anos depois, vivendo sob o nome de Zoe Lou e namorando Harry Borrison, Soo-yeon é agora uma estilista popular que retorna à Coreia. Ao encontrar Jung-woo novamente por acaso, ela o reconhece, mas esconde sua verdadeira identidade.
- Yoo Seung-ho como Kang Hyung-joon/Harry Borrison[7][8][9]
  - Ahn Do-gyu como Hyung-joon jovem

É filho de Kang Hyun-joo, que foi internado em um hospital psiquiátrico por Han Tae Joon. Hyung-joon foi então perseguido por ele e mordido por seu cachorro, aleijando sua perna. Quando um incêndio começa em sua casa, Lee Soo-yeon, ajudada por Han Jung-woo, o resgata. Ele se sente em dívida com ela e mais tarde, assim como Soo-yeon, passa a viver sob um pseudônimo. Catorze anos depois, ele é o namorado de Soo-yeon (Zoey Lou) e retorna para a Coreia com ela, sob o nome de Harry Borrison, onde sua verdadeira identidade se aflora. 

### De apoio
- Jang Mi-in-ae como Kim Eun-joo
  - Yoo Yeon-mi como Kim Eun-joo jovem
- Han Jin-hee como Han Tae-joon
- Song Ok-sook como Kim Myung-hee
- Do Ji-won como Hwang Mi-ran
- Lee Se-young como Han Ah-reum
- Oh Jung-se como Joo Jung-myung
- Song Jae-ho como Choi Chang-shik
- Jun Kwang-ryul como Kim Sung-ho
- Kim Sun-kyung como Jung Hye-mi
- Cha Hwa-yeon como Kang Hyun-joo
- Kim Mi-kyung como Song Mi-jung
- Jo Deok-hyun como secretário Nam
- Park Sun-woo como Kang Sang-deuk
- Jung Suk-yong como tenente da delegacia de polícia

### Estendido
- Jeon Min-seo como Han Ah-reum jovem
- Chun Jae-ho como assistente Yoon
- Fabien como advogado de Harry
- Kim Sae-ron como Bo-ra (participação em voz, episódio 11)[10]

## Trilha sonora
1. 떨어진다 눈물이 (The Teardrops Are Falling) – Wax[11]
2. 바라보나봐 (Just Look At You) – Chung Dong-ha de Boohwal[12]
3. 니 얼굴 떠올라 (Reminds of You) – Byul (feat. Swings)
4. 사랑하면 안돼요 (Don't Love Me) – Lee Seok-hoon de SG Wannabe[13]
5. 마법의 성 (Magic Castle) – Melody Day
6. 슬픔 (Sorrow)
7. 외로움 (Loneliness)
8. 절망 (Despair)
9. 두려움 (Awe)
10. 기다림 (Waiting)
11. 보고싶다 (I Miss You)
12. Decisive (Inst.)
13. 마법의 성 (Magic Castle) (Inst.)
14. 사랑하면 안돼요 (Don't Love Me) (Inst.)
15. 니 얼굴 떠올라 (Reminds of You) (Inst.)
16. 바라보나봐 (Just Look At You) (Inst.)
17. 떨어진다 눈물이 (The Teardrops Are Falling) (Inst.)
18. The Wind is Blowing (Inst.)

## Recepção
Na tabela abaixo, os números azuis representam as audiências mais baixas e os números vermelhos representam as audiências mais elevadas.
| Episódio | Data de transmissão    | Audiência média | Audiência média              | Audiência média | Audiência média              |
| Episódio | Data de transmissão    | TNmS Ratings    | TNmS Ratings                 | AGB Nielsen     | AGB Nielsen                  |
| Episódio | Data de transmissão    | Em todo o país  | Região Metropolitana de Seul | Em todo o país  | Região Metropolitana de Seul |
| -------- | ---------------------- | --------------- | ---------------------------- | --------------- | ---------------------------- |
| 1        | 7 de novembro de 2012  | 7.7%            | 8.4%                         | 8.7%            | 9.0%                         |
| 2        | 8 de novembro de 2012  | 7.9%            | 7.7%                         | 8.2%            | 9.2%                         |
| 3        | 14 de novembro de 2012 | 8.0%            | 10.0%                        | 8.6%            | 7.6%                         |
| 4        | 15 de novembro de 2012 | 8.4%            | 9.9%                         | 7.0%            | 9.5%                         |
| 5        | 21 de novembro de 2012 | 10.3%           | 12.1%                        | 10.2%           | 11.2%                        |
| 6        | 22 de novembro de 2012 | 11.9%           | 14.0%                        | 11.0%           | 12.7%                        |
| 7        | 28 de novembro de 2012 | 12.5%           | 15.0%                        | 10.6%           | 11.9%                        |
| 8        | 29 de novembro de 2012 | 12.1%           | 14.2%                        | 10.1%           | 11.8%                        |
| 9        | 5 de dezembro de 2012  | 10.7%           | 12.5%                        | 11.0%           | 12.5%                        |
| 10       | 6 de dezembro de 2012  | 12.9%           | 15.3%                        | 11.5%           | 12.7%                        |
| 11       | 12 de dezembro de 2012 | 14.2%           | 17.4%                        | 11.7%           | 13.3%                        |
| 12       | 13 de dezembro de 2012 | 13.9%           | 17.9%                        | 11.6%           | 13.8%                        |
| 13       | 20 de dezembro de 2012 | 11.9%           | 15.1%                        | 9.7%            | 10.8%                        |
| 14       | 26 de dezembro de 2012 | 12.2%           | 15.2%                        | 10.5%           | 11.8%                        |
| 15       | 27 de dezembro de 2012 | 10.9%           | 13.8%                        | 11.2%           | 12.8%                        |
| 16       | 2 de janeiro de 2013   | 11.1%           | 12.9%                        | 10.9%           | 12.4%                        |
| 17       | 3 de janeiro de 2013   | 12.2%           | 15.0%                        | 10.8%           | 12.2%                        |
| 18       | 9 de janeiro de 2013   | 11.8%           | 14.0%                        | 10.2%           | 11.9%                        |
| 19       | 10 de janeiro de 2013  | 12.9%           | 15.4%                        | 10.9%           | 12.8%                        |
| 20       | 16 de janeiro de 2013  | 12.3%           | 15.4%                        | 10.6%           | 11.7%                        |
| 21       | 17 de janeiro de 2013  | 11.8%           | 14.4%                        | 11.6%           | 13.2%                        |
| Média    | Média                  | 11.3%           | 13.7%                        | 10.0%           | 11.5%                        |